# Нина Жижић
Нина Жижић (Никшић, 20. април 1985) је црногорска поп певачица. Каријеру је започела у групи Негре. Заједно са групом Who See представљала је Црну Гору на Песми Евровизије 2013. са песмом Игранка. Нису се пласирали у финале. Поново ће се такмичити као представница Црне Горе на Песми Евровизије 2025. с песмом Добродошли.

## Каријера
У децембру 2012. РТЦГ је објавила да ће Who See представљати Црну Гору на Песми Евровизије 2013. одржаној у Малмеу заједно са "тајним гостом", за кога се касније сазнало да је Жижићева. Представили су се сам песмом Игранка, која је изведена у првом полуфиналу. Песма је заузела 12. место са 41 бодом, не успевши да се пласира у финале.
Жижић је 2021. била члан интерног жирија за избор представника Црне Горе за Песму Евровизије 2022.
Жижић је учествовала на Монтесонгу 2024 са песмом Добродошли, која је освојила 2. место. Neonoen се повукао 4. децембра 2024. због тога што је њихова песма Clickbait изведена 2023., што је против правила. 8. децембра 2024. Жижић је проглашена за представника Црне Горе на такмичењу уместо Neonoen-а